# The Foolish Angel Dances with the Devil
The Foolish Angel Dances with the Devil (愚かな天使は悪魔と踊る?, Oroka na tenshi wa akuma to odoru) è un manga scritto e disegnato da Sawayoshi Azuma. Ha iniziato a essere serializzato sulla rivista Dengeki Maoh di ASCII Media Works a partire dal 27 giugno 2016. Un adattamento anime, prodotto da Children's Playground Entertainment in collaborazione con Gaina, ha iniziato a essere trasmesso dal 9 gennaio 2024.

## Trama
Il Paradiso e l'Inferno sono in guerra e il secondo è in svantaggio. Il demone Masatora Akutsu si reca sulla Terra sotto copertura come studente con l'intenzione di reclutare un umano carismatico in modo da sollevare il morale degli abitanti dell'Inferno. Il ragazzo si innamora rapidamente della studentessa Lily Amane e tenta di reclutarla. Tuttavia, essa si rivela un angelo sadico, anch'essa sotto copertura, che caccia i demoni. Lei lo sconfigge e gli risparmia la vita, però poi gli mette un collare che lo costringe a obbedirle. Mentre lui complotta per liberarsi, lei complotta per usarlo come strumento per riformare il Paradiso.

## Personaggi
Masatora Akutsu (阿久津 雅虎?, Akutsu Masatora)
Doppiato da: Taku Yashiro (vomic), Yūma Uchida (anime)
Lily Amane (天音 リリー?, Amane Rirī)
Doppiata da: Kaede Hondo (vomic), Ayane Sakura (anime)
Yūya Tanigawa (谷川 裕也?, Tanigawa Yūya)
Doppiato da: Shūichirō Umeda
Kensaku Hirota (広田 健作?, Hirota Kensaku)
Doppiato da: Shun'ichi Toki
Yūka Tanahashi (棚橋 夕香?, Tanahashi Yūka)
Doppiata da: Nao Tōyama
Liz (リズ?, Rizu)
Doppiata da: Rie Kugimiya
Shiromura (城村?)
Doppiato da: Kazuhiro Yamaji
Joe (ジョー?, Jō)
Doppiato da: Masako Nozawa
Chum (チャム?, Chamu)
Doppiata da: Mayumi Tanaka

## Media

### Manga
Il manga, scritto e disegnato da Sawayoshi Azuma, ha iniziato la serializzazione sulla rivista Dengeki Maoh di ASCII Media Works il 27 giugno 2016. Al 26 gennaio 2024 i volumi tankōbon pubblicati sono diciotto.

#### Volumi
| Nº | Data di prima pubblicazione | Data di prima pubblicazione | Data di prima pubblicazione |
| Nº | Giapponese                  | Giapponese                  |                             |
| -- | --------------------------- | --------------------------- | --------------------------- |
| 1  | 17 dicembre 2016            | ISBN 978-4-04-892510-5      |                             |
| 2  | 27 marzo 2017               | ISBN 978-4-04-892788-8      |                             |
| 3  | 26 agosto 2017              | ISBN 978-4-04-893308-7      |                             |
| 4  | 27 marzo 2018               | ISBN 978-4-04-893711-5      |                             |
| 5  | 27 settembre 2018           | ISBN 978-4-04-893988-1      |                             |
| 6  | 26 febbraio 2019            | ISBN 978-4-04-912361-6      |                             |
| 7  | 24 agosto 2019              | ISBN 978-4-04-912651-8      |                             |
| 8  | 27 gennaio 2020             | ISBN 978-4-04-912981-6      |                             |
| 9  | 27 luglio 2020              | ISBN 978-4-04-913297-7      |                             |
| 10 | 27 gennaio 2021             | ISBN 978-4-04-913631-9      |                             |
| 11 | 27 luglio 2021              | ISBN 978-4-04-913897-9      |                             |
| 12 | 27 novembre 2021            | ISBN 978-4-04-914121-4      |                             |
| 13 | 27 maggio 2022              | ISBN 978-4-04-914428-4      |                             |
| 14 | 31 ottobre 2022             | ISBN 978-4-04-914712-4      |                             |
| 15 | 27 aprile 2023              | ISBN 978-4-04-914991-3      |                             |
| 16 | 26 ottobre 2023             | ISBN 978-4-04-915256-2      |                             |
| 17 | 27 dicembre 2023            | ISBN 978-4-04-915430-6      |                             |
| 18 | 26 gennaio 2024             | ISBN 978-4-04-915484-9      |                             |
| 19 | 26 giugno 2024              | ISBN 978-4-04-915796-3      |                             |

#### Midara na sotai wa sei ni mezameru
Una serie spin-off disegnata da Suimin, intitolata Midara na sotai wa sei ni mezameru, ha iniziato la serializzazione sulla rivista Dengeki Maoh il 26 novembre 2022. 
| Nº | Data di prima pubblicazione | Data di prima pubblicazione | Data di prima pubblicazione |
| Nº | Giapponese                  | Giapponese                  |                             |
| -- | --------------------------- | --------------------------- | --------------------------- |
| 1  | 26 ottobre 2023             | ISBN 978-4-04-915252-4      |                             |
| 2  | 26 giugno 2024              | ISBN 978-4-04-915796-3      |                             |

### Anime

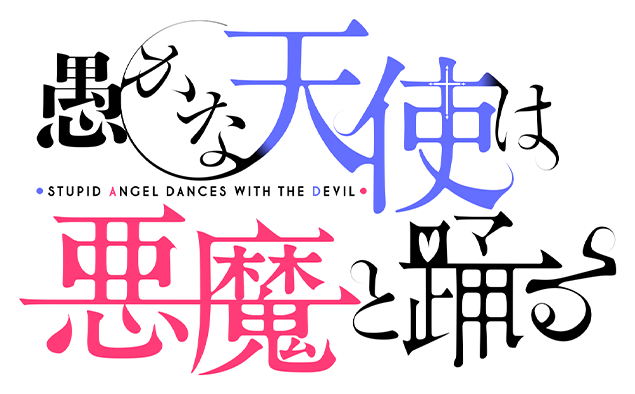
Logo della serie

Un adattamento anime della serie è stato annunciato nel numero di giugno di Dengeki Maoh il 26 aprile 2023. È prodotto da Children's Playground Entertainment in collaborazione con Gaina, scritto e diretto da Itsuro Kawasaki, con il character design curato da Yūko Yahiro e la colonna sonora composta da Takurō Iga. La serie è stata presentata in anteprima il 9 gennaio 2024 su TV Tokyo, TVO, AT-X, BS TV Tokyo e QAB. La sigla di apertura è Otowa (オトワ?) del gruppo Taiyō to odore, tsukiyo ni utae, mentre la sigla di chiusura è Gift di Kaori Ishihara. Crunchyroll ha acquistato i diritti della serie al di fuori dell'Asia, mentre Medialink quelli per il sud e il sud-est asiatico e l'Oceania (eccetto Australia e Nuova Zelanda) e la sta trasmettendo in streaming sul canale YouTube di Ani-One Asia.

#### Episodi
| Nº | Titolo italiano      | In onda          | In onda |
| Nº | Titolo italiano      | Giapponese       |         |
| 1  | Dance with the devil | 9 gennaio 2024   |         |
| 2  | Lalapalooza          | 16 gennaio 2024  |         |
| 3  | Preparation          | 23 gennaio 2024  |         |
| 4  | Heat limit           | 30 gennaio 2024  |         |
| 5  | Turning point        | 6 febbraio 2024  |         |
| 6  | Close your eyes      | 13 febbraio 2024 |         |
| 7  | First aid            | 20 febbraio 2024 |         |
| 8  | Absolutely not       | 27 febbraio 2024 |         |
| 9  | No absolutes         | 5 marzo 2024     |         |
| 10 | Dignity              | 12 marzo 2024    |         |
| 11 | Thanks               | 19 marzo 2024    |         |
| 12 | to you.              | 26 marzo 2024    |         |

#### Home video

##### Giappone
Gli episodi della serie sono stati pubblicati in DVD e Blu-ray dal 27 marzo 2024 al 29 maggio 2024.
| Volume | Episodi | Data di pubblicazione |
| ------ | ------- | --------------------- |
| 1      | 1–4     | 27 marzo 2024         |
| 2      | 5–8     | 24 aprile 2024        |
| 3      | 9–12    | 29 maggio 2024        |